# Río Ceballos
Río Ceballos é um município da província de Córdova, na Argentina.
Río Ceballos tinha 16.632 habitantes segundo o censo de 2001, o que representa um aumento de 29,9% sobre a população contada no censo de 1991. Possui a quarta maior população de cidades da região da Grande Córdoba.